# Казанська сільська рада (Альшеєвський район)
Каза́нська сільська рада (рос. Казанский сельский совет) — муніципальне утворення у складі Альшеєвського району Башкортостану, Росія. Адміністративний центр — село Казанка.

## Населення
Населення — 750 осіб (2019, 977 в 2010, 1127 в 2002).

## Склад
До складу поселення входять такі населені пункти:
| Населений пункт          | Населення, осіб (2002) | Населення, осіб (2010) |
| ------------------------ | ---------------------- | ---------------------- |
| Казанка, село            | 419                    | 350                    |
| Малоаккулаєво, присілок  | 137                    | 138                    |
| Староаккулаєво, присілок | 234                    | 232                    |
| Урняк, село              | 210                    | 149                    |
| Фань, присілок           | 130                    | 108                    |